# Repubblica – Teatro dell’Opera
Repubblica - Teatro dell'Opera – stacja na linii A metra rzymskiego. Stacja została otwarta w 1980 roku. Stacja znajduje się pod Piazza della Repubblica.